# سنگ یادبود اولیه آرامگاه خیام
سنگ یادبود اولیه آرامگاه خیام مربوط به دوره پهلوی اول در نیشابور، میدان خیام واقع شده؛ این اثر در تاریخ ۷ مرداد ۱۳۸۲ با شمارهٔ ثبت ۹۲۷۰ به‌عنوان یکی از آثار ملی ایران به ثبت رسیده است.

در سال ۱۳۱۳ مراسم جشن هزاره فردوسی در تهران و توس برگزار گردید و چون پیش‌بینی می‌شد که خاورشناسان و دانشمندانی که مسافرت می‌کنند، طبعاً از نیشابور به زیارت عمر خیام هم خواهند رفت لذا انجمن آثار ملی بر آن شد که بر مزار او آرامگاهی بنا کند و چون وقت کافی در پیش نبود با شتاب ساختمان سنگی روبازی در محل غرفهٔ قبر خیام ایجاد شد. طرح جدید این آرامگاه اثر کریم طاهرزاده بهزاد، در مشرق بارگاه امامزاده محمد محروق عبارت بود از دو ایوان بالا و پایین و دیوارهٔ کوتاه سنگی از سنگ خلج مشهد در اطراف محل قبر، روی قبر که سه چهار متر از دیوار بقعهٔ امامزاده فاصله داشت ستونی قرار داده شده و این رباعیات از ملک‌الشعرای بهار بر آن منقوش بود:
| بر تربت خیّام نشین، کام طلب |  | یک لحظه غم از فرقت ایام طلب |
| تاریخ بنای بقعه‌اش گر خواهی |  | راز دل و دین زِ قبر خیّام طلب |

که مصرع آخر در حساب ابجد برابر سال شمسی تاریخ بنای بقعهٔ خیام (۱۳۱۳) است.
این اثر با ترکیب فرم‌های غربی و تزئینات ایرانی و مشابه آثار شیوه آر دکو ساخته شده بود.
گوربنا، مشابه وضعیت آرامگاه فردوسی (که بهزاد ساخت آن را نیز بر عهده داشت) از همان ابتدا با مشکلات سازه‌ای بسیاری مواجه بود و به علت عدم اجرای شالودهٔ مناسب در اندک مدتی نشست و شکست در اثر پیدا شد.
در سال ۱۳۳۸ هوشنگ سیحون به دستور انجمن آثار ملی آرامگاه بزرگتری برای خیام طرح‌ریزی کرد.
در آنزمان گوربنای طرح بهزاد نشست کرده بود، همچنین این بنا روی محل اصلی قبر خیام و بسیار نزدیک به آرامگاه محروق بود.

## نگارخانه

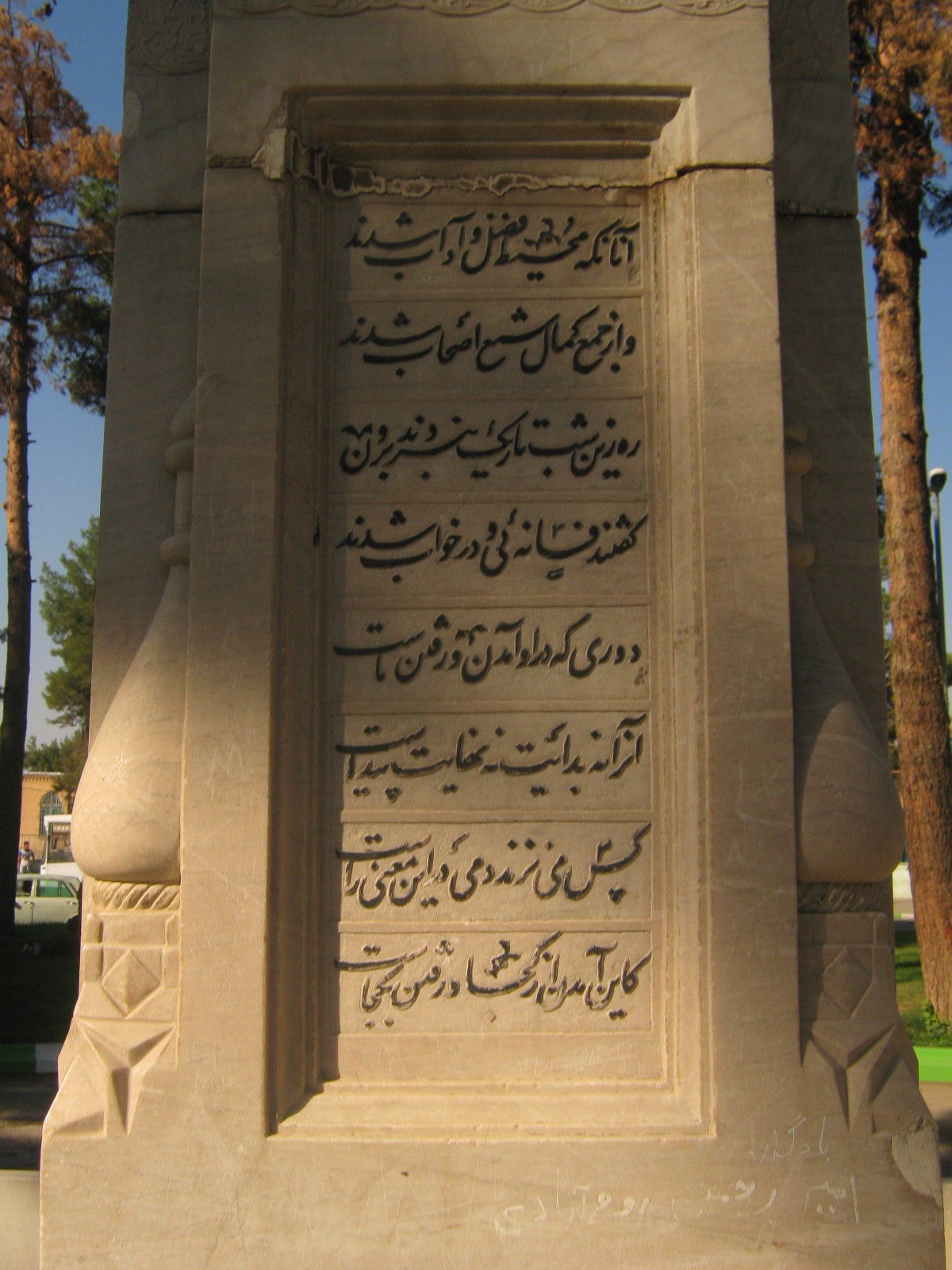
رباعیات خیام حک شده بر روی سنگ یادبود
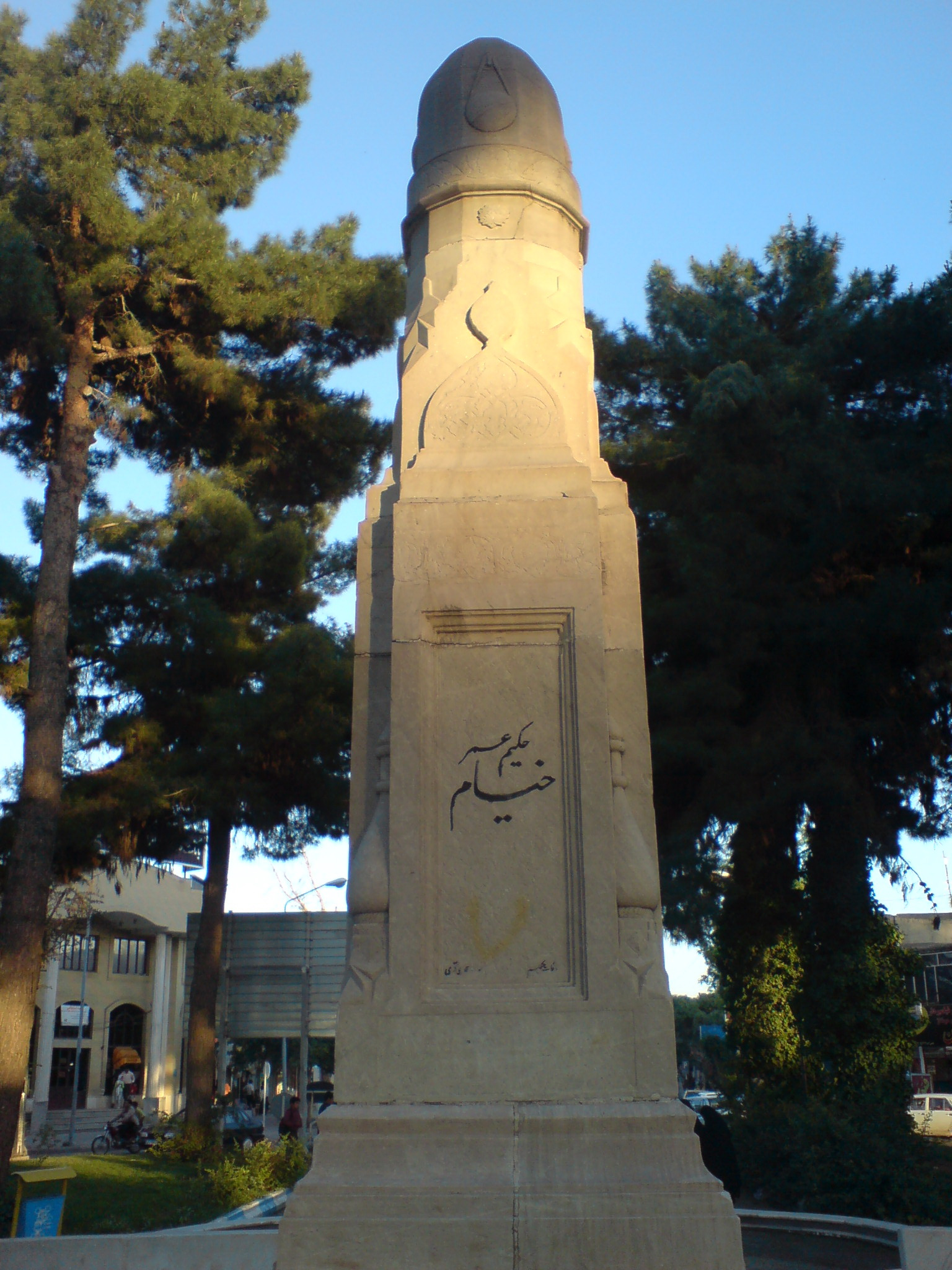
سنگ یادبود
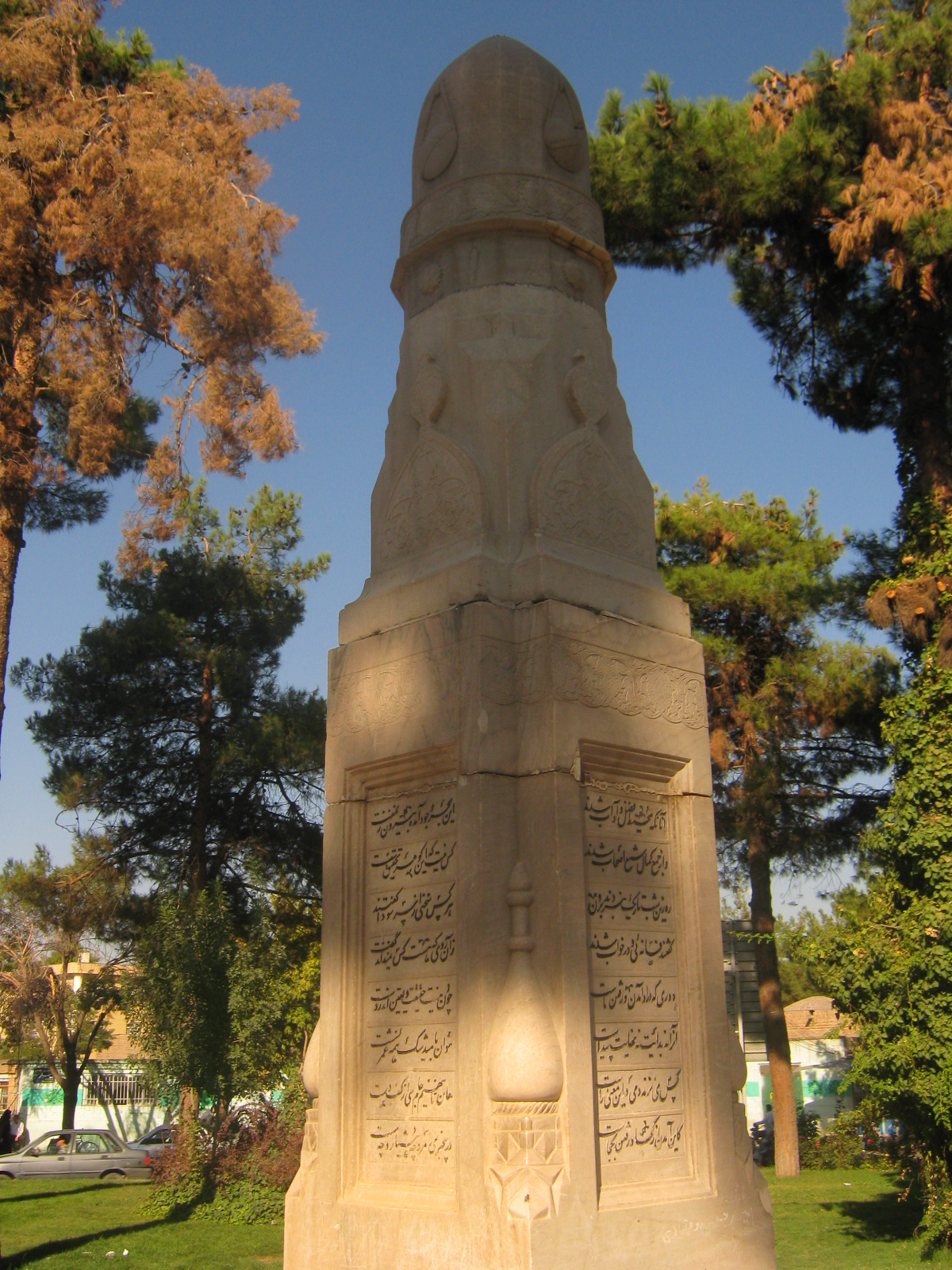
نوشته‌ها